# Andrzej Paszkiewicz
Andrzej Paszkiewicz (* 17. Jahrhundert; † nach 1669) war ein polnischer Komponist des 17. Jahrhunderts.
Über das Leben Paszkiewiczs ist lediglich bekannt, dass er als Karmelit und Komponist in Krakau lebte. Von seinen Werken sind lediglich zwei Messen und eine Cantilena de Passione Domini aus dem Jahr 1669 erhalten, wobei die Zuordnung einer der Messen nicht sicher ist, da sie lediglich mit den Initialen A. P. signiert ist.

## Quelle
- ad artem musicae - Andrzej Paszkiewicz

| Personendaten    | Personendaten                     |
| ---------------- | --------------------------------- |
| NAME             | Paszkiewicz, Andrzej              |
| KURZBESCHREIBUNG | polnischer Karmelit und Komponist |
| GEBURTSDATUM     | 17. Jahrhundert                   |
| STERBEDATUM      | nach 1669                         |